# Lettera sulla scoperta del Brasile
La lettera sulla scoperta del Brasile è il documento in cui Pêro Vaz de Caminha registrò le sue impressioni sulla terra che in seguito sarebbe stata chiamata Brasile. È il primo documento scritto nella storia del Brasile.
Cronachista della flotta indica di Pedro Álvares Cabral, Caminha inviò la lettera al re Manuele I del Portogallo per informarlo della scoperta delle nuove terre. Datato Porto Seguro, 1 maggio 1500 fu portato in Portogallo da Gaspar de Lemos, comandante della nave di rifornimento della flotta.
La lettera non è stata pubblicata per oltre due secoli ed era conservata presso l'archivio nazionale Torre do Tombo di Lisbona. Fu scoperto nel 1773 da José de Seabra da Silva e pubblicato dallo storico Manuel Aires de Casal nella sua Corografia Brazilica (1817).
Nel 2005, questo documento è stato registrato con il programma Memoria del mondo dell'UNESCO.